# 安全地帯 ALL TIME BEST「35」〜35th Anniversary Tour 2017〜LIVE IN 日本武道館
『安全地帯 ALL TIME BEST「35」〜35th Anniversary Tour 2017〜LIVE IN 日本武道館』（あんぜんちたい オール・タイム・ベスト「35」〜35ス アニバーサリー・ツアー〜ライブ・イン・にほんぶどうかん）は、日本のロックバンド・安全地帯の行ったライブツアー、ライブ映像、ライブ・アルバム。

## 解説
映像作品としては、2014年発売の『安全地帯 ASIA TOUR 2013』より、約5年7ヶ月ぶりとなる。
日本武道館でのコンサートツアーは、およそ4年ぶりとなった。

## 収録曲
1. ワインレッドの心
2. デリカシー
3. 1991年からの警告
4. Lonely Far
5. 熱視線
6. 好きさ
7. プラトニック＞DANCE
8. 蒼いバラ
9. 月に濡れたふたり
10. 恋の予感
11. 碧い瞳のエリス
12. Friend
13. 夕暮れ ｰInstrumentalｰ
14. 夢のつづき
15. 遠くへ
16. 銀色のピストル
17. 情熱
18. 真夜中すぎの恋
19. じれったい
20. 悲しみにさよなら
21. ひとりぼっちのエール
22. あなたに

アンコール
1. I Love Youからはじめよう
2. あの頃へ

## 安全地帯 ALL TIME BEST「35」〜35th Anniversary Tour 2017〜LIVE IN 日本武道館 (ライブ・アルバム)
『安全地帯 ALL TIME BEST「35」〜35th Anniversary Tour 2017〜LIVE IN 日本武道館』（あんぜんちたい オール・タイム・ベスト「35」〜35ス アニバーサリー・ツアー〜ライブ・イン・にほんぶどうかん）は、安全地帯の8作目のライブ・アルバム。

### 解説
- ライブ・アルバムとしては、2019年の『安全地帯 IN 甲子園球場「さよならゲーム」』より、約2年ぶりの発売。
- 本作は安全地帯のデビュー40周年を記念して発売されるアニバーサリー作品の第1弾として発売された。
- CD/レコード用にリミックスが施されている

### 収録曲

#### CD

##### Disc.1
1. イントロダクション
2. ワインレッドの心
3. デリカシー
4. 1991年からの警告
5. Lonely Far
6. 熱視線
7. 好きさ
8. プラトニック＞DANCE
9. 蒼いバラ
10. 月に濡れたふたり
11. 恋の予感
12. 碧い瞳のエリス
13. Friend

##### Disc.2
1. 夕暮れ ｰInstrumentalｰ
2. 夢のつづき
3. 遠くへ
4. 銀色のピストル
5. 情熱
6. ドラム・ソロ
7. 真夜中すぎの恋
8. じれったい
9. メンバー紹介
10. 悲しみにさよなら
11. ひとりぼっちのエール
12. あなたに
13. I Love Youからはじめよう
14. あの頃へ

#### LP

##### Disc.1
A面
1. イントロダクション
2. ワインレッドの心
3. デリカシー
4. 1991年からの警告
5. Lonely Far

B面
1. 熱視線
2. 好きさ
3. プラトニック＞DANCE
4. 蒼いバラ

##### Disc.2
C面
1. 月に濡れたふたり
2. 恋の予感
3. 碧い瞳のエリス
4. Friend

D面
1. 夕暮れ ｰInstrumentalｰ
2. 夢のつづき
3. 遠くへ
4. 銀色のピストル
5. 情熱
6. ドラム・ソロ

##### Disc.3
E面
1. 真夜中すぎの恋
2. じれったい
3. メンバー紹介
4. 悲しみにさよなら

F面
1. ひとりぼっちのエール
2. あなたに
3. I Love Youからはじめよう
4. あの頃へ